# Éditions du Pavois
Les éditions du Pavois sont une ancienne maison d'édition parisienne qui fut très active juste après guerre. Maurice Nadeau y travailla un temps. La maison d'édition créa en 1945 le prix des Critiques et publia La Revue internationale.
La maison d'édition était domiciliée au 51 de l'avenue Montaigne et ses bureaux se situaient au 3, avenue Sully-Prudhomme, dans le 7e arrondissement, .

## Quelques ouvrages publiés
- 1943 - Itinéraire français de Ramon Fernandez
- 1944 - Ambre (titre original : Forever Amber), roman historique de Kathleen Winsor
- 1944 - Images de notre délivrance de Georges Duhamel
- 1945 - À un jeune poète de Marius Grout
- 1946 - L'Univers concentrationnaire, de David Rousset, prix Renaudot
- 1946 - Le Masque de Dimitrios (titre original : The Mask of Dimitrios publié en 1939), roman d’espionnage d'Eric Ambler
- 1946 - La Maison Bourkov (Sœurs en croix) (titre original Krestovye sëstry) d'Alexeï Remizov
- 1946 - La Vie sensible de Louis XIV, 1660-1674 de Madeleine Clemenceau-Jacquemaire
- 1946 - Madame Milton (titre original Wife to Mr. Milton) de Robert Graves, traduit par Renée Villoteau.
- 1947 - L'Affaire Motta (titre original La verità sul caso Motta, publié en 1937), Mario Soldati
- 1947 - Où finit l'escalier, récits de la quatrième dimension, contes et légende (titre original ?) d'Alexeï Remizov
- 1947 - Les beaux jours de Barbizon d'André Billy
- 1949 - Emprise (titre original Possession, publié en 1925) de Louis Bromfield
- 1950 - Kark Marx (titre original : Karl Marx: The Red Prussian publié en 1947) de Leopold Schwarzschild